# Letkiss
Il letkiss (letkajenkka in lingua finlandese), è un ballo di gruppo di origine finlandese.

## Etimologia e storia
Il suo nome, traducibile in "lasciati baciare", è dovuto al fatto che esso termina con un bacio.
Il letkiss nacque intorno al 1963 in Finlandia. All'epoca i musicisti finlandesi si servirono di moderni arrangiamenti per accompagnare lo jenkka, un veloce ballo tradizionale. Tuttavia, anziché utilizzare le movenze tipiche di quel ballo, i ballerini iniziarono a emulare le mosse del bunny hop. La nuova tendenza venne battezzata Letkajenkka (il nome è ripreso dalla canzone di Erik Lindström registrata per la prima volta dagli Adventurers).

## Descrizione
Il ballo, molto semplice e simile al bunny hop, viene eseguito da diversi ballerini in fila l'uno dietro l'altro, che tengono le mani sulle anche o le spalle di chi li precede. Successivamente, essi, andando a tempo con la musica, devono allungare lateralmente la gamba sinistra, poi quella destra, fare un salto indietro e tre in avanti. Il ciclo viene ripetuto più volte fino alla fine della traccia.